# Suso Cecchi D'Amico
Pour les articles homonymes, voir Cecchi et D'Amico.
Giovanna Cecchi, connue sous le nom de plume Suso Cecchi D'Amico, née le 21 juillet 1914 à Rome et morte le 31 juillet 2010 dans la même ville, est une scénariste italienne. Elle a participé notamment à l'écriture des scénarios des films Le Voleur de bicyclette de Vittorio De Sica et Le Guépard de Luchino Visconti.

## Biographie

### Formation et débuts
Elle naît à Rome en 1914 de parents toscans : l'écrivain et scénariste Emilio Cecchi (dont elle a tiré son nom de naissance Cecchi) et l'artiste peintre Leonetta Pieraccini (it). Après avoir terminé le lycée Chateaubriand à Rome, elle ne s'inscrit pas à l'université, car elle n'avait pas passé le baccalauréat avec latin et grec « alors pour continuer mes études je ne pouvais m'inscrire que dans une ou deux facultés, comme la botanique, qui franchement ne m'intéressait pas ».
Après un séjour à l'étranger, en Suisse et en Angleterre, à Cambridge, elle décide de trouver un emploi. Grâce à l'intervention du ministre Giuseppe Bottai, « le seul hiérarque qui avait des rapports avec les intellectuels », elle est engagée au ministère des Corporations, puis au ministère du Commerce et de la Monnaie, où elle travaille pendant près de sept ans comme secrétaire personnelle d'Eugenio Anzilotti, directeur général du commerce extérieur. C'est à cette époque qu'elle noue une importante amitié avec le jeune homme Enrico Cuccia.
En 1938, elle épouse le musicologue Fedele D'Amico (it), fils de Silvio, avec qui elle a trois enfants : Masolino, Silvia et Caterina.
Seule ou avec son père, elle effectue de nombreuses traductions depuis l'anglais ou depuis le français, notamment Jude l'Obscur de Thomas Hardy, La Route au tabac d'Erskine Caldwell, les pièces shakespeariennes Les Joyeuses Commères de Windsor et Othello ou le Maure de Venise avec son père. Elle abandonne bientôt cette activité, dans laquelle elle ne montre pas la facilité qu'aura son fils Masolino, lorsqu'elle commence à travailler pour le cinéma.
Pendant la Seconde Guerre mondiale, alors que son mari, membre des communistes catholiques avec Adriano Ossicini (it) et Franco Rodano (it), mène une vie clandestine à Rome et dirige le journal Voce Operaia, elle s'installe pendant six à sept mois à Poggibonsi, dans la villa de son oncle Gaetano Pieraccini, médecin et homme politique qui sera le premier maire de Florence après la Libération.
À la fin du conflit, alors que son mari est hospitalisé en Suisse pour se remettre de la tuberculose, elle est « obligée de se démener pour subvenir à ses besoins, à ceux de ses deux premiers enfants [...] et à ceux de la maison, peuplée de nourrices et d'autres femmes ». Parmi les curieuses occupations de cette période, elle donne des leçons de bonnes manières à Maria Michi et de conversation anglaise à Giovanna Galletti, toutes deux interprètes dans Rome, ville ouverte (1945).

### Premières scénarisations
« J'ai retrouvé un cahier avec le découpage que j'avais tiré de La Splendeur des Amberson pour en étudier la construction. J'ai vu plusieurs fois les deux premiers films auxquels j'avais collaboré (Vivre en paix de Luigi Zampa ; et Mon fils professeur de Renato Castellani) pour comprendre défauts et qualités dont je commençais à partager la responsabilité. Je me suis convaincue de plus en plus que, comme l'écrit mon collègue Jean-Claude Carrière, le scénario est le cocon, et le film le papillon (...). Le scénariste n'est pas un écrivain, c'est un cinéaste, il ne doit donc pas poursuivre les mots mais les images. Il doit écrire avec les yeux. »

— Suso Cecchi D'Amico
Elle travaille sur son premier scénario, Avatar, une histoire romantique se déroulant à Venise, inspirée d'un récit de Théophile Gautier, avec Ennio Flaiano, Renato Castellani et Alberto Moravia, pour Carlo Ponti, qui n'est pas encore un grand producteur. Mais le projet a été abandonné avant même d'arriver à un véritable scénario, Castellani ayant seulement terminé un script.
Avec Castellani, elle travaille sur une histoire basée sur un récit du dramaturge Aldo De Benedetti, Mon fils professeur (1946), réalisé par Castellani lui-même et mettant en vedette Aldo Fabrizi et les sœurs Nava.
Avec Piero Tellini, elle écrit Vivre en paix (1947) et L'Honorable Angelina (1947), tous deux réalisés par Luigi Zampa et mettant en scène respectivement Aldo Fabrizi et Anna Magnani, avec lesquels elle commence à collaborer assidûment, nouant une de ses rares amitiés avec les acteurs. Pour le scénario de Vivre en paix, co-écrit par Tellini et Zampa mais surtout écrit par elle-même, elle remporte le Ruban d'argent du meilleur scénario.

### Fellini, Flaiano, Zavattini, Age-Scarpelli
Elle participe avec Federico Fellini, bien que presque toujours absent des réunions, au scénario du film Le Crime de Giovanni Episcopo (1947), adapté d'un roman de Gabriele D'Annunzio et réalisé par Alberto Lattuada.
Elle écrit avec Ennio Flaiano le scénario de Rome ville libre (1947), de Marcello Pagliero, adapté de La notte porta consiglio, une histoire de Flaiano lui-même. Les séances d'écriture du scénario avec Flaiano se sont déroulées « entre des discussions, des débats et des digressions de l'histoire. Il y avait de la matière à extraire pour réaliser dix films ; et tout aurait été perdu s'il avait été le seul à en extraire le jus ».
Elle écrit les scénarios de Le Voleur de bicyclette (1948) avec Cesare Zavattini, ayant l'idée du dénouement avec la tentative de vol de bicyclette, d'Au-delà des grilles (1949), de René Clément et avec Jean Gabin, et collabore également au scénario de Miracle à Milan (1951), palme d'or au festival de Cannes 1951.
L'association professionnelle avec Zavattini a été interrompue lorsqu'il a désavoué le film Pour l'amour du ciel de Luigi Zampa, dont il a écrit l'histoire initiale, tandis que Cecchi D'Amico et Vitaliano Brancati ont élaboré le scénario.
Elle travaille avec Mario Monicelli et le duo Age-Scarpelli à l'écriture du Pigeon (1958). Les réunions sur le scénario se terminaient souvent par des disputes entre Age et Scarpelli, dont Monicelli et Cecchi D'Amico se tenaient à l'écart, pour ne pas leur donner d'importance.

### Camerini et Blasetti
Elle participe au scénario du film épique Fabiola (1949), réalisé par Blasetti. Pour la scène romantique entre Fabiola (Michèle Morgan) et un beau gladiateur (Henri Vidal), le réalisateur consulte des dizaines de personnes et filme quarante-sept prises au total, puis reprend un geste ou une réplique de chacune. Il utilise le fait que, pendant la rencontre, l'amant, pour rendre Fabiola plus confortable, lui fabrique un oreiller en sable.
Avec Flaiano, elle écrit pour Blasetti les scénarios de Dommage que tu sois une canaille (1955), imposant Sophia Loren dans le rôle principal, après l'avoir vue passer à Cinecittà, « belle, excessive, décorative comme un arbre de Noël », et La Chance d'être femme (1956). Pour Mario Camerini, défini comme Blasetti comme un réalisateur de la vieille garde, elle écrit le scénario de Due mogli sono troppe (it) (1951).

### Luchino Visconti
La première œuvre qu'elle scénarise pour Visconti est Le Carrosse du Saint-Sacrement (La carrozza del Santissimo Sacramento), une adaptation d'une pièce de Mérimée « qui n'a pas été réalisée car [Visconti] s'est disputé avec la production et le projet est passé à Renoir » avec Le Carrosse d'or (1952). Ensuite, elle scénarise Bellissima (1951), avec Anna Magnani et Walter Chiari. Ce dernier joue un personnage qui, à peine évoqué dans la première version du scénario, est ensuite développé pour des raisons liées à la distribution du film.
Le scénario de Senso (1954), adapté d'une nouvelle de Camillo Boito, n'a pas été entièrement tourné. D'Amico raconte : « Je n'avais pas encore beaucoup d'expérience de tournage avec Luchino et je n'avais pas prévu tous les retards dans les scènes de villa, tous les passages dans les chambres pour aller chercher quelque chose. À un certain moment du tournage, le producteur Gualino m'a appelé et m'a demandé de dire à Visconti qu'il allait fermer. Il y avait plus de séquences que la durée du film et le budget avait été largement dépassé. Ainsi, les scènes où Valli traverse les champs de bataille en calèche n'ont jamais été tournées. Le voyage de la comtesse Serpieri se réduit à une apparition de la femme dans le carrosse qui devait traverser les troupes ensanglantées ».
Elle collabore avec Vasco Pratolini pour l'histoire de Rocco et ses frères (1960). Elle coécrit ensuite le scénario avec Pasquale Festa Campanile et Massimo Franciosa, tous deux originaires du mezzogiorno, ce qui s'est révélé très utiles pour élaborer la psychologie des personnages et le ton des dialogues.
Dans le scénario du film Le Guépard (1963), elle coupe sur la suggestion de Visconti toute la dernière partie du roman de Tomasi di Lampedusa pour transmettre dans la scène de danse la signification de la mort du Prince et de l'effondrement de la société aristocratique des Guépard. Pour le scénario du film Sandra (1965), elle s'inspire de la tragédie d'Électre. Pour le film L'Étranger (1967), elle est obligée de transposer fidèlement le roman d'Albert Camus. Avant la phase de montage du film Ludwig : Le Crépuscule des dieux (1973), elle est avec Visconti lorsque le réalisateur subit une attaque cérébrale qui le laisse handicapé pour le reste de sa vie. Elle participe également à Violence et Passion (1974) et L'Innocent (1976), les deux derniers films du cinéaste diminué.

### Michelangelo Antonioni, Francesco Rosi, Luigi Comencini
Pour Antonioni, elle scénarise Les Vaincus (1952), inspiré des faits historiques, en menant des enquêtes et en collectant des matériaux trouvés dans la presse et les documents judiciaires, ainsi que La Dame sans camélia (1953) et Femmes entre elles (1955), lauréat du Lion d'argent à la Mostra de Venise. Elle collabore au scénario du film Les Chemises rouges (1952), réalisé par Francesco Rosi et Goffredo Alessandrini, avec Anna Magnani, mais l'expérience est commentée par Cecchi d'Amico comme une « aventure insensée ». Pour Francesco Rosi, elle travaille sur trois autres films : Le Défi (1957), Profession Magliari (1959) et Salvatore Giuliano (1962).
Pour Luigi Comencini, Elle travaille sur les films De nouveaux hommes sont nés (1948), Tu es mon fils (1956), Les Aventures de Pinocchio (1972), écrit pour la télévision, Cuore (1984) et Casanova, un adolescent à Venise (1969). En 1988, l'université de Bari lui décerne un diplôme honorifique en langues et littératures étrangères avec le commentaire suivant : « Sa technique féroce et sa vaste culture ont été d'une valeur inestimable dans l'œuvre littéraire du cinéma.... Elle a retravaillé les scénarios originaux avec une profonde perspicacité littéraire et un sens cinématographique extraordinaire ». En 1994, la Mostra de Venise lui décerne le Lion d'or pour l'ensemble de sa carrière.

### Décès
Elle décéde à Rome des suites d'une longue maladie le 31 juillet 2010,.

## Filmographie

### Cinéma
- 1946 : Mon fils professeur (Mio figlio professore) de Renato Castellani
- 1946 : Rome ville libre (Roma città libera) de Marcello Pagliero
- 1947 : Le Crime de Giovanni Episcopo (Il delitto di Giovanni Episcopo) d'Alberto Lattuada
- 1947 : Vivre en paix (Vivere in pace) de Luigi Zampa
- 1947 : L'Honorable Angelina (L'onorevole Angelina) de Luigi Zampa
- 1948 : Le Voleur de bicyclette (Ladri di biciclette) de Vittorio De Sica
- 1949 : La Fille des marais (Cielo sulla palude) d'Augusto Genina
- 1949 : Fabiola d'Alessandro Blasetti
- 1949 : Au-delà des grilles (Le mura di Malapaga) de René Clément
- 1950 : È primavera de Renato Castellani
- 1950 : Pour l'amour du ciel (È più facile che un cammello…) de Luigi Zampa
- 1950 : Sa Majesté monsieur Dupont (Prima Comunione) d'Alessandro Blasetti
- 1950 : Toselli (Romanzo d'amore) de Duilio Coletti
- 1951 : Bellissima de Luchino Visconti
- 1951 : Due mogli sono troppe (it) de Mario Camerini
- 1951 : Miracle à Milan (Miracolo a Milano) de Vittorio De Sica et Cesare Zavattini
- 1952 : Les Coupables (Processo alla città) de Luigi Zampa
- 1952 : Bonjour éléphant ! (Buongiorno, elefante !) de Gianni Franciolini
- 1952 : Les Chemises rouges (Camicie rosse) de Goffredo Alessandrini et Francesco Rosi
- 1953 : Du soleil dans les yeux (Il sole negli occhi) d'Antonio Pietrangeli
- 1953 : La Fièvre de vivre (Febbre di vivere) de Claudio Gora
- 1953 : La Dame sans camélia (La signora senza camelie) de Michelangelo Antonioni
- 1953 : Les Vaincus (I vinti) de Michelangelo Antonioni
- 1953 : Les Anges déchus (Il mondo le condanna) de Gianni Franciolini
- 1953 : Nous les femmes (Siamo donne) d'Alfredo Guarini, Gianni Franciolini, Roberto Rossellini, Luigi Zampa et Luchino Visconti
- 1954 : Senso de Luchino Visconti
- 1954 : Un siècle d'amour (Cento anni d'amore) de Lionello De Felice
- 1954 : Quelques pas dans la vie (Tempi nostri) d'Alessandro Blasetti
- 1954 : Les Gaîtés de l'escadron (L'allegro squadrone) de Paolo Moffa
- 1954 : Dommage que tu sois une canaille (Peccato che sia una canaglia) d'Alessandro Blasetti
- 1954 : Du sang dans le soleil (Proibito) de Mario Monicelli
- 1955 : Graziella de Giorgio Bianchi
- 1955 : Femmes entre elles (Le amiche) de Michelangelo Antonioni
- 1956 : Kean de Vittorio Gassman et Francesco Rosi
- 1956 : Tu es mon fils (La finestra sul Luna Park) de Luigi Comencini
- 1956 : La Chance d'être femme (La fortuna di essere donna) d'Alessandro Blasetti
- 1957 : Maris en liberté (Mariti in città) de Luigi Comencini
- 1957 : Scandale à Milan (Difendo il mio amore) de Giulio Macchi
- 1957 : Nuits blanches (Le notti bianche) de Luchino Visconti
- 1958 : Le Pigeon (I soliti ignoti) de Mario Monicelli
- 1958 : Le Défi (La sfida) de Francesco Rosi
- 1958 : L'Enfer dans la ville (Nella città l'inferno) de Renato Castellani
- 1959 : Profession Magliari (I magliari) de Francesco Rosi
- 1959 : Été violent (Estate violenta) de Valerio Zurlini
- 1960 : Larmes de joie (Risate di gioia) de Mario Monicelli
- 1960 : La contessa azzurra (it) de Claudio Gora
- 1960 : C'est arrivé à Naples (It Started in Naples) de Melville Shavelson
- 1960 : Rocco et ses frères (Rocco e i suoi fratelli) de Luchino Visconti
- 1961 : L'Épave (Il relitto) de Michel Cacoyannis
- 1962 : Salvatore Giuliano de Francesco Rosi
- 1962 : Boccace 70 (Boccaccio '70), segment Renzo et Luciana (Renzo e Luciana) de Mario Monicelli
- 1962 : The Best of Enemies de Robin Bissell
- 1962 : Les Quatre Vérités, film à sketches collectif
- 1963 : Le Guépard (Il Gattopardo) de Luchino Visconti
- 1964 : Les Deux Rivales (Gli indifferenti) de Francesco Maselli
- 1965 : Casanova '70 de Mario Monicelli
- 1965 : Sandra (Vaghe stelle dell'orsa) de Luchino Visconti
- 1966 : Moi, moi, moi et les autres (Io, io, io... e gli altri) d'Alessandro Blasetti
- 1966 : Les Ogresses (Le fate) de Mauro Bolognini, Mario Monicelli, Antonio Pietrangeli et Luciano Salce
- 1966 : Spara forte, più forte... non capisco d'Eduardo De Filippo
- 1967 : La Mégère apprivoisée (The Taming of the Shrew) de Franco Zeffirelli
- 1967 : L'Étranger (Lo straniero) de Luchino Visconti
- 1968 : L'Homme, l'Orgueil et la Vengeance (L'uomo, l'orgoglio, la vendetta) de Luigi Bazzoni
- 1969 : Senza sapere niente di lei de Luigi Comencini
- 1969 : Casanova, un adolescent à Venise (Infanzia, vocazione e prime esperienze di Giacomo Casanova, veneziano) de Luigi Comencini
- 1970 : Metello de Mauro Bolognini
- 1971 : Mortadella (La mortadella) de Mario Monicelli
- 1972 : Perché? de Nino Zanchin
- 1972 : Le Diable dans la tête (Il diavolo nel cervello)
- 1972 : François et le chemin du soleil (Fratello sole, sorella luna)
- 1972 : Ludwig, le crépuscule des dieux (Ludwig) de Luchino Visconti
- 1973 : Amore e ginnastica de Luigi Filippo D'Amico
- 1974 : Amore amaro de Florestano Vancini
- 1974 : Violence et Passion (Gruppo di famiglia in un interno) de Luchino Visconti
- 1975 : Prete, fai un miracolo de Mario Chiari
- 1976 : Dimmi che fai tutto per me de Pasquale Festa Campanile
- 1976 : L'Innocent (L'innocente) de Luchino Visconti
- 1976 : Caro Michele de Mario Monicelli
- 1983 : Les Mots pour le dire de José Pinheiro
- 1984 : Bertoldo, Bertoldino e Cacasenno de Mario Monicelli
- 1984 : Les Belles années (Cuore) de Luigi Comencini
- 1985 : La Double Vie de Mathias Pascal (Le due vite di Mattia Pascal) de Mario Monicelli
- 1986 : Caravaggio de Derek Jarman
- 1986 : Pourvu que ce soit une fille (Speriamo che sia femmina) de Mario Monicelli
- 1987 : Le Pigeon vingt ans après (I soliti ignoti vent'anni dopo) d'Amanzio Todini (it)
- 1987 : Les Yeux noirs (Oci ciornie) de Nikita Mikhalkov
- 1987 : La storia de Luigi Comencini
- 1987 : Je te présente une amie (it) (Ti presento un'amica) de Francesco Massaro
- 1988 : Stradivari de Giacomo Battiato
- 1988 : Une catin pour deux larrons (I picari) de Mario Monicelli
- 1989 : Stradivari de Giacomo Battiato
- 1989 : La moglie ingenua e il marito malato (TV) de Mario Monicelli
- 1990 : Il male oscuro de Mario Monicelli
- 1991 : Rossini! Rossini! de Mario Monicelli
- 1992 : Une famille formidable (Parenti serpenti) de Mario Monicelli
- 1993 : La fine è nota de Cristina Comencini
- 1994 : Cari fottutissimi amici de Mario Monicelli
- 1995 : Facciamo paradiso de Mario Monicelli
- 1998 : La stanza dello scirocco de Maurizio Sciarra
- 1998 : Der Letzte Sommer - Wenn Du nicht willst de Miriam Pucitta
- 1999 : Panni sporchi de Mario Monicelli
- 1999 : Un amico magico: il maestro Nino Rota de Mario Monicelli
- 1999 : Mon voyage en Italie (Il mio viaggio in Italia) de Martin Scorsese
- 2000 : Come quando fuori piove (feuilleton TV) de Mario Monicelli
- 2000 : Il cielo cade d'Andrea et Antonio Frazzi
- 2005 : Raul - Diritto di uccidere d'Andrea Bolognini
- 2006 : Le rose del deserto de Mario Monicelli
- 2006 : L'Enquête sacrée (L'inchiesta) de Giulio Base

### Télévision
- 1972 : Les Aventures de Pinocchio (Le avventure di Pinocchio) (feuilleton TV) de Luigi Comencini
- 1977 : Jésus de Nazareth (feuilleton TV) de Franco Zeffirelli

## Distinctions

### Décoration
- Chevalier grand-croix de l'ordre du Mérite de la République italienne (1996)[30]

### Récompense
- 1994 : Lion d'or à la Mostra de Venise pour l'ensemble de sa carrière